# Liste von Kriegen und Schlachten im 16. Jahrhundert
Schlachten, welche nicht eindeutig zu bestimmten Kriegen zugeordnet werden können, sind grau hinterlegt.

## 16. Jahrhundert
| Seit 1402–1515  | Ennetbirgische Feldzüge                                                 | |  |
|                 | 1513, 6. Juni                                                           | Schlacht bei Novara |  |
|                 | 1513, 16. August                                                        | Schlacht bei Guinegate |  |
|                 | 1515, 13./14. September                                                 | Schlacht bei Marignano |  |
| Seit 1494–1559  | Italienkriege                                                           | |  |
|                 | 1503, 21. April                                                         | Schlacht bei Cerignola, Spanien besiegt Frankreich |  |
|                 | 1509, 14. Mai                                                           | Schlacht bei Agnadello, Frankreich besiegt Venedig |  |
|                 | 1512, 11. April                                                         | Schlacht bei Ravenna, Frankreich besiegt Heilige Liga |  |
|                 | 1513, 6. Juni                                                           | Schlacht bei Novara (1513), Schweizer besiegen französisch-venezianische Armee                                                                            |  |
|                 | 1515, 13./14. September                                                 | Schlacht bei Marignano, Frankreich besiegt Schweizer |  |
|                 | 1522, 29. April                                                         | Schlacht bei Bicocca, Habsburger besiegen Frankreich |  |
|                 | 1525, 24. Februar                                                       | Schlacht bei Pavia, Habsburger besiegen Frankreich |  |
|                 | 1544, 11. April                                                         | Schlacht von Ceresole, Spanien und England besiegen Frankreich                                                                                            |  |
|                 | 1557, 10. August                                                        | Schlacht bei Saint-Quentin, Spanien besiegt Frankreich |  |
|                 | 1558, 13. Juli                                                          | Schlacht von Gravelines, Habsburger besiegen Frankreich                                                                                                   |  |
| 1509            |                                                                         | Schlacht von Agnadello |  |
| 1513            |                                                                         | Schlacht bei Novara |  |
| 1519–1521       | Spanische Eroberung Mexikos                                             | |  |
| 1519–1523       | Hildesheimer Stiftsfehde                                                | |  |
|                 | 1519, 28. Juni                                                          | Schlacht bei Soltau, Fürstentum Hildesheim besiegt Fürstentum Braunschweig-Wolfenbüttel und Fürstentum Calenberg                                          |  |
| 1524–1526       | Deutscher Bauernkrieg                                                   | |  |
|                 | 1525, 15. Mai                                                           | Schlacht bei Frankenhausen |  |
| 1526, 20. April |                                                                         | Erste Schlacht bei Panipat, Babur besiegt das Sultanat von Delhi und begründet das Mogulreich in Nordindien                                               |  |
| 1526–1555       | Vierter Venezianischer Türkenkrieg, Erster Österreichischer Türkenkrieg | |  |
|                 | 1526, 29. August                                                        | Schlacht von Mohács, Türken besiegen Ungarn |  |
| 1529            | Erster Burmesisch-Siamesischer Krieg                                    | |  |
| 1532–36         | Spanische Eroberung Perus                                               | |  |
|                 | 1532, 16. November                                                      | Schlacht von Cajamarca, Spanier besiegen Inka |  |
|                 | 1538, 26. April                                                         | Schlacht von Las Salinas |  |
| 1534/35         | Grafenfehde                                                             | |  |
| 1538            | Zweiter Burmesisch-Siamesischer Krieg                                   | |  |
| 1543            | 21. Februar                                                             | Schlacht von Wayna Daga |  |
| 1546–1547       | Schmalkaldischer Krieg                                                  | |  |
| 1548–1549       | Dritter Burmesisch-Siamesischer Krieg                                   | |  |
| 1552–1555       | Zweiter Markgrafenkrieg                                                 | |  |
|                 | 1553, 9. Juli                                                           | Schlacht bei Sievershausen, Moritz von Sachsen und Herzog Heinrich von Braunschweig-Wolfenbüttel siegen über Albrecht Alcibiades von Brandenburg-Kulmbach |  |
|                 | 1554, Juni                                                              | Schlacht von Schwarzach, Moritz von Sachsen und Herzog Heinrich von Braunschweig-Wolfenbüttel siegen über Albrecht Alcibiades von Brandenburg-Kulmbach    |  |
| 1558–1582       | Livländischer Krieg                                                     | |  |
| 1562–1563       | Erster Hugenottenkrieg                                                  | |  |
|                 | 1562, 19. Dezember                                                      | Schlacht bei Dreux, Katholische Armee besiegt die Hugenotten                                                                                              |  |
| 1563–1570       | Dreikronenkrieg                                                         | auch Siebenjähriger Nordischer Krieg |  |
| 1564–1569       | Vierter Burmesisch-Siamesischer Krieg                                   | |  |
| 1565            |                                                                         | Schlacht von Affane |  |
| 1566–1568       | Zweiter Österreichischer Türkenkrieg                                    | |  |
| 1568–1648       | Achtzigjähriger Krieg                                                   | |  |
|                 | 1573, 17. April                                                         | Schlacht bei Vlissingen (Schelde bei Vlissingen), die Geusen gegen Spanien: Patt mit Abzug der spanischen Armada                                          |  |
| 1570–1573       | Fünfter Venezianischer Türkenkrieg                                      | |  |
|                 | 1571, 7. Oktober                                                        | Seeschlacht von Lepanto (Golf von Korinth), Spanien, Genua, Malta, Venedig und der Vatikan besiegen die Osmanen                                           |  |
| 1574            | Fünfter Siamesisch-Burmesischer Krieg                                   | |  |
| 1580–1583       | Portugiesischer Erbfolgekrieg                                           | |  |
| 1583            | Siamesisch-Kambodschanischer Krieg                                      | |  |
| 1584–1592       | Sechster Burmesisch-Siamesischer Krieg                                  | |  |
| 1585–1598       | Achter Hugenottenkrieg                                                  | |  |
| 1588, 8. August |                                                                         | Seeschlacht von Gravelines (Ärmelkanal), Niederlage der spanischen Armada vor England                                                                     |  |
| 1592–1598       | Imjin-Krieg                                                             | |  |
|                 | 1592, 7. Juni                                                           | Schlacht von Chungju, Japaner besiegen Koreaner |  |
|                 | 1592, 16.–17. Juni                                                      | Seeschlacht von Okpo, Koreaner besiegen Japaner |  |
|                 | 1592, 5.–11. Oktober                                                    | Belagerung von Jinju, Koreaner besiegen Japaner |  |
|                 | 1597, 26. Oktober                                                       | Seeschlacht von Myeongnyang, Koreaner besiegen Japaner |  |
| 1593–1594       | Siamesisch-Kambodschanisch-Burmesischer Krieg                           | |  |
| 1593–1606       | Dritter Österreichischer Türkenkrieg                                    | |  |
|                 | 1593, 22. Juni                                                          | Schlacht bei Sissek, Österreicher besiegen Türken |  |
|                 | 1596, 23.–26. Oktober                                                   | Schlacht bei Mezökeresztes, Türken besiegen Österreicher                                                                                                  |  |
| 1594–1603       | Neunjähriger Krieg (Irland)                                             | |  |
|                 | 1595, 27. Mai                                                           | Schlacht von Clontibret, Irische Rebellen besiegen die Engländer                                                                                          |  |
|                 | 1597, 4. November                                                       | Schlacht von Carrickfergus, MacDonnell Clan besiegt die Engländer                                                                                         |  |
|                 | 1598, August                                                            | Schlacht am Yellow Ford, Irische Rebellen besiegen die Engländer                                                                                          |  |
|                 | 1599, 15. August                                                        | Schlacht am Curlew Pass, Irische Rebellen besiegen die Engländer                                                                                          |  |
|                 | 1599, November                                                          | Belagerung von Cahir Castle, Engländer besiegen die Irischen Rebellen                                                                                     |  |
|                 | 1600, 20. September bis 9. Oktober                                      | Schlacht am Moyry Pass, Irische Rebellen besiegen die Engländer                                                                                           |  |
|                 | 1602, 3. Januar                                                         | Schlacht von Kinsale, Engländer besiegen Irische Rebellen und Spanier                                                                                     |  |
|                 | 1602, 5.–18. Juni                                                       | Belagerung von Dunboy Castle, Engländer besiegen die Irischen Rebellen und Spanier                                                                        |  |
| 1595–1597       | Zweiter oberösterreichischer Bauernkrieg                                | |  |
| 1477–1600       | Zeit der Streitenden Reiche in Japan                                    | |  |
|                 | 1600, 22. Oktober                                                       | Schlacht von Sekigahara, Tokugawa Ieyasu besiegt seinen Rivalen, die Herrschaft der Tokugawa-Shogune in Japan beginnt                                     |  |
| 1600–1611       | Schwedisch-Polnischer Krieg                                             | |  |